# Pour toujours et à tout jamais
Pour plus de détails, voir Fiche technique et Distribution.
Pour toujours et à tout jamais (Immer & ewig) est un film suisse réalisé par Samir, sorti en 1991.

## Fiche technique
- Titre original : Immer & ewig
- Titre français : Pour toujours et à tout jamais
- Réalisation : Samir
- Scénario : Samir et Martin Witz
- Musique : The Young Gods
- Pays d'origine : Suisse
- Genre : drame et fantastique
- Date de sortie : 1991

## Distribution
- Roeland Wiesnekker : Alex
- Nicole Ansari-Cox : Dodo
- Oliver Broumis : Claude
- Christoph Künzler : Commissaire Weber
- Stefan Stutzer : Dani
- Heidi Züger : Babs
- Christoph Schaub : Photographe